# يوكي ساساكي
يوكي ساساكي (باليابانية: 佐々木有生؛ بالكانا: ささき ゆうき) هو فنان قتال مختلط ياباني، ولد في 12 سبتمبر 1976 في داتا في اليابان.

## وصلات خارجية
- يوكي ساساكي على موقع يو إف سي (الإنجليزية)
- يوكي ساساكي على موقع شيردوغ (الإنجليزية)
- يوكي ساساكي على موقع IMDb (الإنجليزية)